# Universo Cinematográfico Marvel: Fase Cinco
A Fase Cinco do Universo Cinematográfico Marvel (MCU) é um grupo de filmes e séries de televisão norte-americanos de super-heróis produzidos pela Marvel Studios com base em personagens que aparecem em publicações da Marvel Comics. A Fase Cinco apresenta todas as produções da Marvel Studios com lançamento previsto para 2023 até o início de 2025, com a Walt Disney Studios Motion Pictures distribuindo os filmes, enquanto as séries são lançadas no Disney+. A animação da fase foi produzida pela Marvel Studios Animation. O primeiro filme da fase é Ant-Man and the Wasp: Quantumania, que foi lançado em fevereiro de 2023, enquanto a primeira série da fase, Secret Invasion, estreou em junho de 2023. O cronograma de lançamento da Fase Cinco foi alterado várias vezes devido à greve dos roteiristas dos Estados Unidos de 2023 e da SAG-AFTRA de 2023. Kevin Feige produz todos os filmes e é o produtor executivo de todas as séries nesta fase, ao lado dos produtores Stephen Broussard em Quantumania; Ryan Reynolds, Shawn Levy e Lauren Shuler Donner em Deadpool & Wolverine; e Nate Moore e Malcolm Spellman em Captain America: Brave New World.
Os filmes da fase incluem Ant-Man and the Wasp: Quantumania, estrelando Paul Rudd, Evangeline Lilly; O filme de equipe Guardians of the Galaxy Vol. 3; The Marvels, estrelando Brie Larson, Teyonah Parris e Iman Vellani; Deadpool & Wolverine, estrelado por Ryan Reynolds e Hugh Jackman; Captain America: Brave New World, estrelando Anthony Mackie; e Thunderbolts*. Os três primeiros filmes da fase arrecadaram mais de 1,52 bilhão de dólares nas bilheterias globais.
As séries de televisão do Disney+ dessa fase incluem Secret Invasion, estrelando Samuel L. Jackson e Ben Mendelsohn; a segunda temporada de Loki, estrelando Tom Hiddleston;  a segunda temporada de What If...?, narrada por Jeffrey Wright; Echo, estrelando Alaqua Cox; Agatha, estrelando Kathryn Hahn; a animação Eyes of Wakanda; a primeira temporada de Your Friendly Neighbourhood Spider-Man, estrelada por Hudson Thames; Marvel Zombies; Daredevil: Born Again, estrelando Charlie Cox; e Ironheart, estrelando Dominique Thorne. A segunda temporada dos curtas I Am Groot, estrelando Vin Diesel, também está incluída nesta fase. A Fase Cinco, juntamente com a Fase Quatro e a Fase Seis, constituem "A Saga do Multiverso".

## Desenvolvimento

### Trabalho inicial e anúncio
Em abril de 2014, o presidente da Marvel Studios, Kevin Feige, disse que os enredos futuros do Universo Cinematográfico Marvel (MCU) estavam planejados até 2028. Durante o painel da Marvel Studios da San Diego Comic-Con em julho de 2019, Feige anunciou diversos filmes e séries do Disney+ que estariam em desenvolvimento para a Fase Quatro do MCU, antes de revelar que o filme Blade também estava em desenvolvimento. Após o painel, Feige confirmou que Blade não fazia parte da Fase Quatro na época, e que o que foi anunciado era a lista completa da Fase Quatro, apesar da Marvel já estar desenvolvendo outros projetos naquele momento, como os Guardians of the Galaxy Vol. 3 e uma sequência de Captain Marvel (2019). Uma sequência de Ant-Man and the Wasp (2018) entrou em desenvolvimento em novembro de 2019, com possível lançamento em 2022. Trabalho de desenvolvimento em uma segunda temporada de What If...? começou em dezembro de 2019. Ryan Reynolds confirmou naquele mês que um terceiro filme do Deadpool, depois de Deadpool (2016) e Deadpool 2 (2018), da 20th Century Fox, estava em desenvolvimento na Marvel Studios, com sua produtora Maximum Effort co-produzindo o filme.
Em abril de 2020, a Disney agendou Captain Marvel 2 para lançamento em 8 de julho de 2022, antes de movê-lo de volta para 11 de novembro de 2022, em dezembro de 2020. Também em dezembro, eles dataram Guardians of the Galaxy Vol. 3 para 2023, e anunciou que Ant-Man and the Wasp: Quantumania e Fantastic Four estavam em desenvolvimento, junto com as séries do Disney+, Secret Invasion, Ironheart, e Armor Wars ( mais tarde alterado para um filme). Feige indicou que Secret Invasion e Ironheart se associariam a futuros filmes do MCU. Acreditava-se que essas séries do Disney+, além de Captain Marvel 2, Ant-Man and the Wasp: Quantumania, Guardians of the Galaxy Vol. 3 e Fantastic Four, faziam parte da Fase Quatro naquela época. Em novembro de 2020, o desenvolvimento começou em uma segunda temporada da série de televisão Loki, que foi formalmente confirmada em julho de 2021.
O desenvolvimento de uma série centrada em Echo como um spin-off de Hawkeye começou em março de 2021. No final do mês seguinte, um quarto filme do Capitão América foi revelado como uma continuação da série The Falcon and the Winter Soldier (2021). Em maio de 2021, a Marvel Studios anunciou o título de Captain Marvel 2 como The Marvels, assim como as respectivas datas de lançamento de 17 de fevereiro e 5 de maio de 2023 para Ant-Man and the Wasp: Quantumania e Guardians of the Galaxy Vol. 3. Em junho, além de What If...?, a Marvel Studios confirmou ainda o desenvolvimento de pelo menos mais três séries animadas. Em outubro de 2021, a Marvel Studios ajustou ainda mais The Marvels para 17 de fevereiro de 2023, e Ant-Man and the Wasp: Quantumania para 28 de julho de 2023, apenas para trocar suas datas de lançamento em abril de 2022, visto que a produção de Quantumania estava mais adiantada do que a de The Marvels. O desenvolvimento de uma série centrada em Agatha Harkness como um spin-off de WandaVision começou em outubro de 2021. Durante o evento Disney+ Day no mês seguinte, a Marvel Studios anunciou oficialmente Echo, Agatha: House of Harkness (mais tarde renomeada Agatha: Darkhold Diaries), juntamente com uma série animada de prequela do Homem-Aranha intitulada Spider-Man: Freshman Year e Marvel Zombies, uma série baseada em um dos episódios de What If...?.
Em março de 2022, foi revelado que um projeto reboot de Daredevil (2015–2018) estava em desenvolvimento, e foi confirmada em desenvolvimento para o Disney+ em maio. Em junho de 2022, a Marvel Studios estava desenvolvendo o filme Thunderbolts. Mais tarde naquele mês, Feige disse que as informações sobre a próxima saga do MCU seriam fornecidas nos meses seguintes, com a Marvel Studios sendo um "pouco mais direta" em seus planos futuros para fornecer ao público "uma imagem maior [para que eles] possam ver um pouquinho mais do roteiro" seguindo as pistas incluídas durante a Fase Quatro. No painel da Marvel Studios na San Diego Comic-Con em julho de 2022, Feige anunciou que Black Panther: Wakanda Forever concluiria a Fase Quatro, com os seguintes filmes e séries se tornando parte da Fase Cinco: Ant-Man and the Wasp: Quantumania, Guardians of the Galaxy Vol. 3, The Marvels, Secret Invasion e Ironheart. Blade, a segunda temporada de Loki, Echo e Agatha também foram confirmadas para a Fase Cinco, com Feige anunciando a série Daredevil: Born Again e os filmes Captain America: New World Order e Thunderbolts. Ele também anunciou que a Fase Cinco, juntamente com a Fase Quatro e a Fase Seis, faria parte da "Saga do Multiverso".  Até então, a segunda temporada de What If...? também foi anunciada para ser lançada durante esta fase, enquanto a produção de cinco curtas adicionais para a série I Am Groot havia começado. Feige afirmou que muitos dos projetos nas Fases Quatro e Cinco, e suas cenas pós-crédito, se conectariam e levariam à conclusão da Saga do Multiverso, enquanto alguns permaneceriam independentes. Feige descreveu Quantumania como "uma linha direta" para Avengers: The Kang Dynasty (2025), da Fase Seis. Em setembro, Reynolds anunciou que Deadpool & Wolverine seria lançado em 6 de setembro de 2024.

### Mudanças de produção e trabalho adicional
Em outubro de 2022, Blade teve sua data de lançamento adiada para setembro de 2024, devido a problemas relacionados à produção, e a Marvel Studios adiou Deadpool & Wolverine para 8 de novembro de 2024, como consequencia. Em dezembro de 2022, a roteirista principal de Echo, Marion Dayre, afirmou que a série seria adiada para o final de 2023, por volta de dezembro. No início de fevereiro de 2023, o CEO da Disney, Bob Iger, anunciou que a empresa estaria reavaliando o volume de conteúdo que produziria como forma de cortar custos nos próximos anos. Pouco depois, ao refletir sobre a quantidade de conteúdo do Disney+ lançado para a Fase Quatro em um curto espaço de tempo, Feige antecipou que a Marvel Studios procuraria espaçar os lançamentos das séries do Disney+ das Fases Cinco e Seis ou lançar menos a cada ano "para que cada uma delas pudesse ter a chance de brilhar". Naquela época, a segunda temporada de Loki e Secret Invasion ainda eram esperadas para serem lançada em 2023, enquanto outros projetos em pós-produção, como Echo e Ironheart, provavelmente não seriam lançadas naquele ano, conforme anunciado anteriormente. The Marvels também foi adiado para 10 de novembro de 2023. Um mês depois, Iger disse que não havia "nada inerentemente estranho em termos da marca Marvel" e não estava preocupado com o volume de conteúdo da Marvel sendo lançado. Em vez disso, ele acreditava que haveria mais benefícios em mudar para novos personagens e histórias, em vez de produzir terceira ou quarta sequências com alguns personagens.
O início da greve dos roteiristas dos Estados Unidos em maio de 2023 resultou na pausa da produção de Blade até o fim da greve. Outros projetos do MCU em produção, ou se preparando para iniciar a produção, naquele momento—Captain America: New World Order, Agatha, Thunderbolts e Deadpool & Wolverine—não deveriam ser afetados pela greve, com a Marvel Studios supostamente planejando filmar o que pudessem durante aa filmagens e fazer os ajustes necessários no roteiro durante as refilmagens já agendadas de cada projeto. Os piqueteiros que participaram da greve encerraram um dia de trabalho no estúdio de Daredevil: Born Again, e posteriormente nas filmagens, resultando em uma pausa temporária na produção. No final do mês, a produção de Thunderbolts foi adiada até o fim da greve. No início de junho, a Marvel revelou que New World Order foi renomeado para Captain America: Brave New World. Mais tarde naquele mês, a Disney adiou Deadpool & Wolverine para 3 de maio de 2024, adiou Brave New World para 26 de julho de 2024, Thunderbolts para 20 de dezembro de 2024 e Blade para 14 de fevereiro de 2025, em parte devido ao greve dos roteiristas e as intenções da Disney de melhorar a qualidade do conteúdo do MCU, desde o roteiro até a pós-produção, após uma recepção decepcionante e de menores ganhos de bilheteria pós-pandemia de COVID-19 para alguns filmes lançados recentemente. A produção de Born Again também foi suspensa até o fim da greve. Em julho, a produção de Deadpool & Wolverine foi suspensa por causa da greve da SAG-AFTRA de 2023.
Em agosto de 2023, foi anunciado que a segunda temporada de I Am Groot seria lançada um mês depois, em 6 de setembro de 2023, durante a fase. No início de setembro, a Marvel Studios ajustou o cronograma de lançamento de algumas das séries de televisão da fase, em parte por causa das greves dos roteiristas e SAG-AFTRA em andamento e pelo desejo de desacelerar a produção de conteúdo e tornar cada um de seus títulos "um evento". Os ajustes incluíram a data da segunda temporada de What If...? para um lançamento no final de dezembro de 2023, adiando Echo para janeiro de 2024, adiando Agatha: Darkhold Diaries para o final de 2024 e removendo Ironheart e Born Again do cronograma de lançamento. Echo foi definida para ser a primeira série do Marvel Studios a ser lançada simultaneamente no Hulu, estando disponível por tempo limitado, assim como ser a primeira série sob o selo "Marvel Spotlight". Após a conclusão da greve da SAG-AFTRA em novembro de 2023, a Disney adiou vários filmes para acomodar a retomada da produção. Deadpool & Wolverine foi transferido para 26 de julho de 2024, Brave New World para 14 de fevereiro de 2025, Thunderbolts para 25 de julho de 2025 e Blade para 7 de novembro de 2025, com os dois últimos agora definidos para lançamento durante a Fase Seis. Em dezembro de 2023, a Marvel Studios Animation anunciou a série Eyes of Wakanda e que Freshman Year foi renomeado como Your Friendly Neighbourhood Spider-Man, com ambos planejados para serem lançados em 2024. Em fevereiro de 2024, Thunderbolts foi adiado para 2 de maio de 2025, trocando seu lançamento com The Fantastic Four, da Fase Seis.

## Filmes
| Filme                             | Data de lançamento (EUA) | Diretor       | Roteirista(s)                                                    | Produtor(es)                                                  |
| --------------------------------- | ------------------------ | ------------- | ---------------------------------------------------------------- | ------------------------------------------------------------- |
| Ant-Man and the Wasp: Quantumania | 17 de fevereiro de 2023  | Peyton Reed   | Jeff Loveness                                                    | Kevin Feige e Stephen Broussard                               |
| Guardians of the Galaxy Vol. 3    | 5 de maio de 2023        | James Gunn    | James Gunn                                                       | Kevin Feige                                                   |
| The Marvels                       | 10 de novembro de 2023   | Nia DaCosta   | Nia DaCosta, Megan McDonnell e Elissa Karasik                    | Kevin Feige                                                   |
| Deadpool & Wolverine              | 26 de julho de 2024      | Shawn Levy    | Ryan Reynolds, Rhett Reese, Paul Wernick, Zeb Wells e Shawn Levy | Kevin Feige, Ryan Reynolds, Shawn Levy e Lauren Shuler Donner |
| Captain America: Brave New World  | 14 de fevereiro de 2025  | Julius Onah   | Malcolm Spellman, Dalan Musson, Julius Onah e Matthew Orton      | Kevin Feige, Nate Moore e Malcolm Spellman                    |
| Thunderbolts*                     | 2 de maio de 2025        | Jake Schreier | Eric Pearson, Lee Sung Jin e Joanna Calo                         | Kevin Feige                                                   |

### Ant-Man and the Wasp: Quantumania(2023)

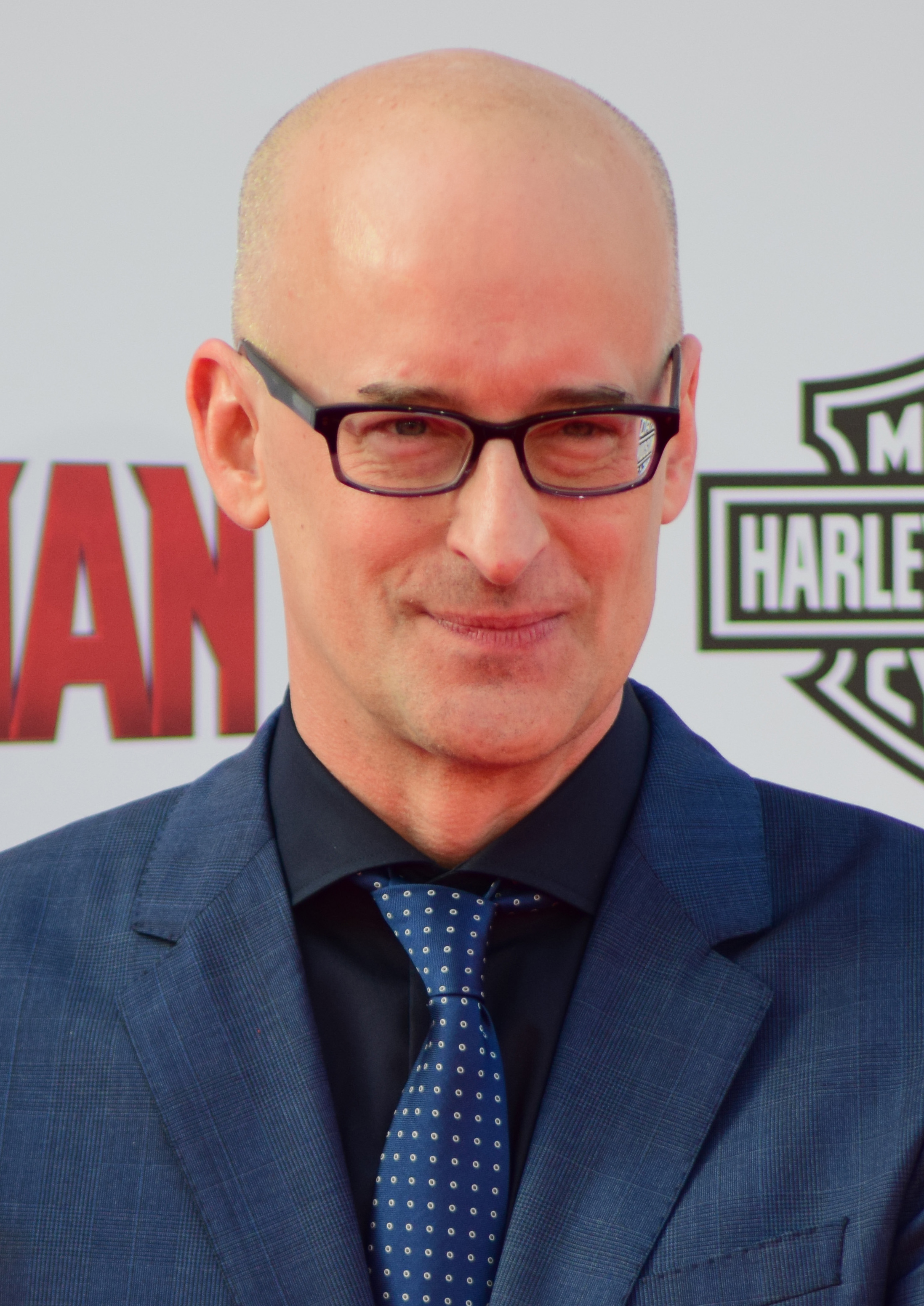
Peyton Reed, diretor dos filme de Homem-Formiga

Scott Lang e Hope van Dyne, junto com os pais de Hope, Hank Pym e Janet van Dyne, e a filha de Lang, Cassie, embarcam em uma nova aventura explorando o Reino Quântico que os desafia e os coloca contra Kang, o Conquistador.
Antes do lançamento de Ant-Man and the Wasp (2018), Peyton Reed e a Marvel Studios já esperavam que um terceiro filme do Ant-Man fosse realizado e discutiram pontos em potencial para o enredo, com Paul Rudd e Evangeline Lilly retornando como Homem-Formiga/Scott Lang e Hope van Dyne / Vespa, respectivamente. Jeff Loveness estava escrevendo o roteiro já em Abril de 2020, com o título e os novos membros do elenco revelados em Dezembro. As filmagens começaram no final de julho de 2021 no Pinewood Studios em Buckinghamshire, e se encerraram em Novembro do mesmo ano. Algumas gravações estavam ainda planejadas para acontecer em Atlanta e São Francisco, até 2022. Ant-Man and the Wasp: Quantumania estreou em 6 de fevereiro de 2023, e foi lançado em 17 de Fevereiro de 2023.
Ant-Man and the Wasp: Quantumania se passa em 2026. Jonathan Majors interpreta Kang, o Conquistador, após aparecer como a variante do mesmo personagem chamada de Aquele Que Permanece, na primeira temporada de Loki. Majors também interpreta várias variantes de Kang dentro do Conselho de Kangs, incluindo Immortus, Rama-Tut e Centurião na cena no meio dos créditos do filme, e Victor Timely na cena pós-créditos. Essa último também apresenta participações especiais não creditadas de Tom Hiddleston e Owen Wilson, reprisando seus respectivos papéis de Loki e Mobius M. Mobius, de Loki.

### Guardians of the Galaxy Vol. 3(2023)

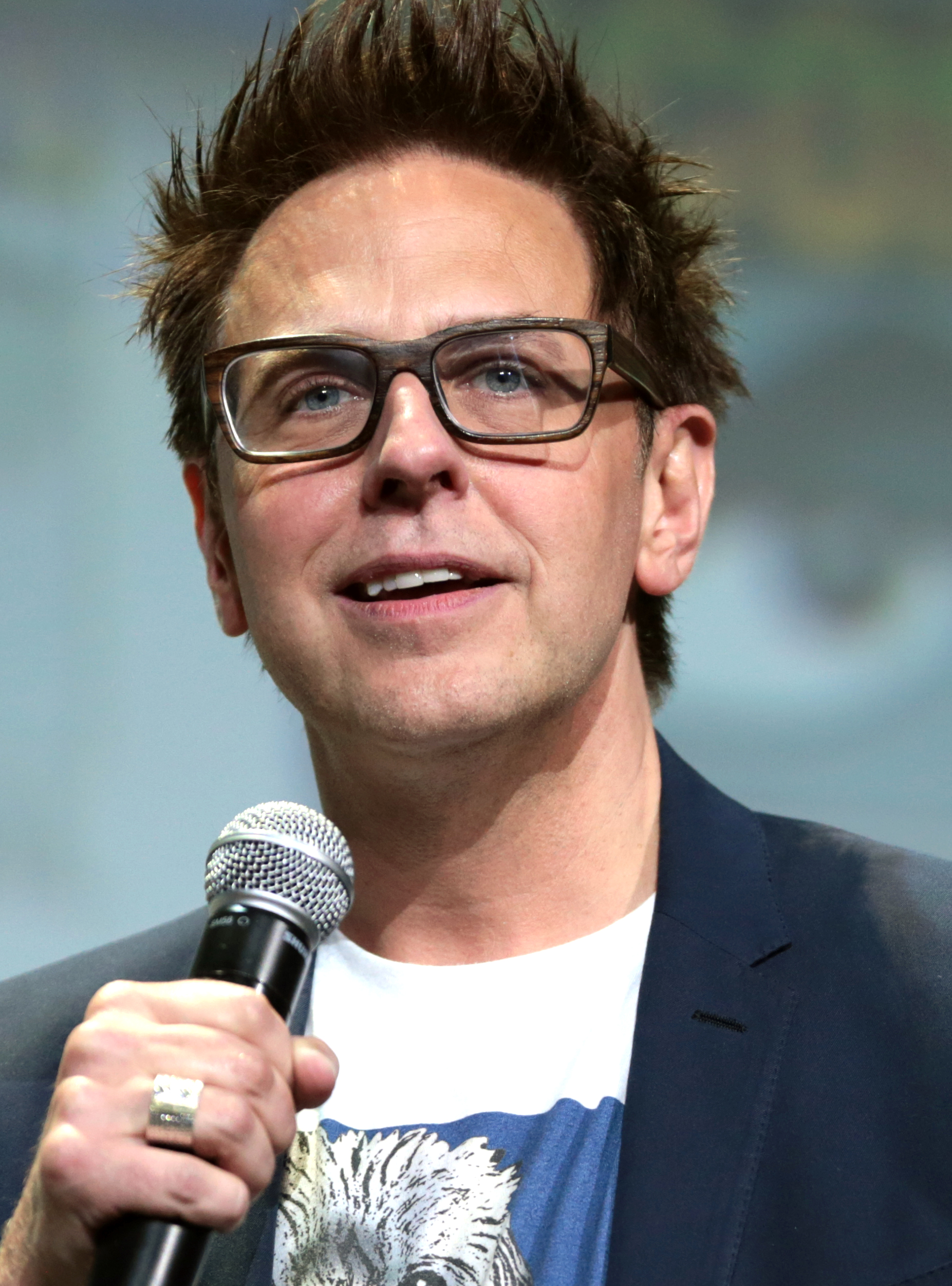
James Gunn, diretor dos filmes Guardians of the Galaxy.

Os Guardiões da Galáxia estão se adaptando à vida em Luganenhum, mas quando partes do passado de Rocket ressurgem, Peter Quill deve liderar os Guardiões em uma missão perigosa para protegê-lo que pode levar à dissolução da equipe.
Um terceiro filme dos Guardians of the Galaxy foi planejado pela Marvel Studios em Abril de 2016, com James Gunn retornando para escrever e dirigir um ano depois. Em Julho de 2018, Gunn foi demitido pela Disney depois que alguns tweets controversos vieram à tona, mas teve sua demissão desfeita em Outubro do mesmo ano. O retorno de Gunn foi revelado no início de 2019, junto do envolvimento dos cinco atores principais, com a produção se iniciando depois da conclusão de outro filme do diretor, The Suicide Squad (2021), e sua série spin-off, Peacemaker (2022). Feige confirmou que o filme estava em desenvolvimento durante a San Diego Comic-Con, em Julho de 2019. As filmagens começaram em Novembro de 2021, no Trilith Studios, em Atlanta, e foram finalizadas no início de Maio de 2022. Guardians of the Galaxy Vol. 3 estreou em 22 de abril de 2023, e foi lançado em 5 de Maio de 2023.
Guardians of the Galaxy Vol. 3 se passa após os eventos de The Guardians of the Galaxy Holiday Special (2022). Discutindo as conexões do filme com a Saga do Multiverso, Feige disse que Vol. 3 estava mais focado em concluir a história dos personagens dos Guardiões e "não na construção maior do mundo", embora ainda fosse "uma peça do quebra-cabeça".

### The Marvels(2023)
Ao investigar um buraco de minhoca ligado aos Kree, os poderes de Monica Rambeau ficam entrelaçados com os de Kamala Khan e Carol Danvers. O trio se une para determinar por que elas trocam de lugar toda vez que usam seus poderes.
Kevin Feige confirmou na San Diego Comic-Con, em Julho de 2019, que uma sequência de Captain Marvel (2019) estaria em desenvolvimento, com Megan McDonnell responsável pelo roteiro e Brie Larson retornando ao papel de Carol Danvers / Capitã Marvel, em Janeiro de 2020. O estúdio queria uma diretora mulher para o filme dessa vez, ao invés de repetir os diretores do primeiro filme, Anna Boden e Ryan Fleck, com Nia DaCosta sendo contratada para dirigir em Agosto, e ela também foi roteirista ao lado de Elissa Karasik. O filme foi inicialmente anunciado sob o título provisório Captain Marvel 2 em Dezembro de 2020, tendo seu título oficial, The Marvels, revelado em Maio de 2021. As filmagens da segunda unidade começaram no meio de Abril de 2021 em New Jersey, enquanto a filmagem principal foi iniciada em Agosto de 2021 no Pinewood Studios, em Buckinghamshire, no Longcross Studios, em Surrey, e em Tropea. As filmagens também aconteceram em Los Angeles. As gravações terminaram em Maio de 2022. The Marvels foi lançado em 10 de novembro de 2023.
The Marvels se passa em 2026, após os eventos das séries do Disney+ Secret Invasion e Ms. Marvel, e continua a história de Captain Marvel, com Iman Vellani, Saagar Shaikh, Zenobia Shroff e Mohan Kapur reprisando seus papéis como Kamala Khan / Ms. Marvel, Aamir Khan, Muneeba Khan e Yusuf Khan, respectivamente. Teyonah Parris viverá mais uma vez a versão adulta de Monica Rambeau, vista anteriormente em WandaVision (2021), depois que a personagem foi anteriormente interpretada como uma criança por Akira Akbar em Captain Marvel, enquanto Lashana Lynch, Tessa Thompson e Hailee Steinfeld reprisam seus papéis como Maria Rambeau, Valquíria, e Kate Bishop. Na cena do meio dos créditos, Kelsey Grammer aparece como Hank McCoy / Fera, retratando uma versão alternativa do personagem que ele interpretou nos filmes dos X-Men da 20th Century Fox, X-Men: The Last Stand (2006) e X-Men: Days of Future Past (2014), enquanto Lynch aparece como uma versão alternativa de Maria, conhecida como Binária.

### Deadpool & Wolverine(2024)
Deadpool mudará a história do Universo Cinematográfico Marvel com Wolverine.
Depois que a aquisição da 21st Century Fox pela Disney foi anunciada em dezembro de 2017, o CEO da Disney, Bob Iger, disse que Ryan Reynolds iria reprisar seu papel como Wade Wilson / Deadpool de Deadpool (2016) e Deadpool 2 ( 2018) no Universo Cinematográfico Marvel (UCM) classificado como PG-13. Em dezembro de 2019, Reynolds confirmou que um terceiro filme de Deadpool estava em desenvolvimento na Marvel Studios, com Wendy Molyneux e Lizzie Molyneux-Logelin escrevendo o filme em novembro de 2020, quando o envolvimento de Reynolds e a classificação R do filme foram confirmados. Em janeiro de 2021, Kevin Feige confirmou a ambientação do filme no UCM. Em março de 2022, Rhett Reese e Paul Wernick foram contratados para retornar dos dois primeiros filmes para reescrever o roteiro, enquanto Shawn Levy foi revelado para dirigir. Zeb Wells, Reynolds e Levy também co-escreveram o roteiro, enquanto Reynolds, Levy,  e Lauren Shuler Donner também produzem, com Reynolds fazendo isso por meio de sua produtora Maximum Effort, e Levy através de sua empresa 21 Laps Entertainment. Hugh Jackman aparecerá como James "Logan" Howlett / Wolverine, reprisando seu papel da série de filmes dos X-Men. As filmagens começaram no final de maio de 2023 em Londres, e no Pinewood Studios em Buckinghamshire, Inglaterra. Foram suspensas em julho devido à greve da SAG-AFTRA de 2023, sendo retomadas no final de novembro após a conclusão da greve, e encerradas em janeiro de 2024. O título do filme foi revelado em fevereiro de 2024. Deadpool & Wolverine está programado para ser lançado em 26 de julho de 2024.
Karan Soni, Leslie Uggams, Morena Baccarin, Stefan Kapičić, Rob Delaney, Brianna Hildebrand, Shioli Kutsuna e Lewis Tan irão reprisar seus respectivos papéis como Dopinder, Al Cega, Vanessa, a voz de Colossus, Peter, Míssil Adolescente Megassônico, Yukio, e Shatterstar, dos filmes anteriores do Deadpool, com Aaron Stanford reprisando seu papel como Pyro da série de filmes dos X-Men, e Jennifer Garner reprisando seu papel como Elektra dos filmes produzidos pela Fox, Daredevil (2003) e Elektra (2005). A Autoridade de Variância Temporal, de Loki, aparece no filme.

### Captain America: Brave New World(2025)
Em Abril de 2021, foi revelado o desenvolvimento de um quarto filme do Capitão América, com o roteiro sendo co-escrito por Malcolm Spellman e Dalan Musson. A dupla foi anteriormente responsável pelo roteiro da série The Falcon and the Winter Soldier (2021) para o Disney+. Anthony Mackie entrou na produção em Agosto de 2021, para reprisar seu papel como o protagonista Sam Wilson / Capitão América. Julius Onah foi escolhido para dirigir a produção em Julho de 2022, e co-escreveu o roteiro com Spellman, que também produz o filme. O filme irá explorar as consequências de Wilson ter se tornado o Capitão América. Anunciado inicialmente como Captain America: New World Order, em julho de 2022, o filme foi renomeado como Captain America: Brave New World em junho de 2023. As filmagens começaram em março de 2023, no Trilith Studios em Atlanta, e em Washington, DC, e duraram até junho. Matthew Orton foi contratado em dezembro para escrever para as filmagens adicionais, o que está previsto para ocorrer do início a meados de 2024. Captain America: Brave New World foi lançado em 14 de fevereiro de 2025.
Danny Ramirez e Carl Lumbly reprisam seus respectivos papéis como Joaquin Torres / Falcão e Isaiah Bradley de The Falcon and the Winter Soldier, ao lado de Tim Blake Nelson como Samuel Sterns / Líder e Liv Tyler como Betty Ross, de The Incredible Hulk (2008). Harrison Ford interpreta Thaddeus "Thunderbolt" Ross, substituindo o falecido William Hurt dos filmes anteriores do UCM.

### Thunderbolts*(2025)
No filme, um grupo de anti-heróis é pego em uma armadilha mortal e forçado a trabalharem juntos em uma missão perigosa.
Em junho de 2022, um filme dos Thunderbolts estava em desenvolvimento, com Jake Schreier contratado para dirigir, e Eric Pearson escrevendo o roteiro. Em setembro, foi anunciado que a equipe dos Thunderbolts incluiria Sebastian Stan como Bucky Barnes / Soldado Invernal, Hannah John-Kamen como Ava Starr / Fantasma, Wyatt Russell como John Walker / Agente Americano, Julia Louis-Dreyfuss como Valentina Allegra de Fontaine, Florence Pugh como Yelena Belova / Viúva Negra, David Harbour como Alexei Shostakov / Guardião Vermelho e Olga Kurylenko como Antonia Dreykov / Treinador, todos reprisando seus papéis de projetos anteriores do UCM. Lee Sung Jin se juntou ao filme para reescrever o roteiro em março de 2023, e Joanna Calo se juntou para uma nova reescrita até fevereiro de 2024. As filmagens começaram no final de fevereiro de 2024, no Trilith Studios em Atlanta, Geórgia, e também deverão acontecer em Utah e Nova York. Thunderbolts foi lançado em 2 de maio de 2025.

## Séries de televisão
Todas as séries da Fase Cinco serão lançadas no Disney+.
| Série                                 | Temporada | Temporada | Episódios | Originalmente exibida  | Originalmente exibida   | Showrunner(s)    |
| Série                                 | Temporada | Temporada | Episódios | Primeira exibição      | Última exibição         | Showrunner(s)    |
| ------------------------------------- | --------- | --------- | --------- | ---------------------- | ----------------------- | ---------------- |
| Secret Invasion                       |           | 1         | 6         | 21 de junho de 2023    | 26 de julho de 2023     | Malcolm Spellman |
| Loki                                  |           | 2         | 6         | 6 de outubro de 2023   | 9 de novembro de 2023   | Eric Martin      |
| What If...?                           |           | 2         | 9         | 22 de dezembro de 2023 | 30 de dezembro de 2023  | A.C. Bradley     |
| What If...?                           |           | 3         | 8         | 22 de dezembro de 2024 | 29 de dezembro de 2024  | Matthew Chauncey |
| Echo                                  |           | 1         | 5         | 10 de janeiro de 2024  | 10 de janeiro de 2024   | Marion Dayre     |
| Agatha All Along                      |           | 1         | 9         | 18 de setembro de 2024 | 30 de outubro de 2024   | Jac Schaeffer    |
| Your Friendly Neighborhood Spider-Man |           | 1         | 10        | 29 de janeiro de 2025  | 19 de fevereiro de 2025 | Jeff Tramell     |
| Daredevil: Born Again                 |           | 1         | 9         | 4 de março de 2025     | 15 de abril de 2025     | Dario Scardapane |
| Ironheart                             |           | 1         | 6         | 24 de junho de 2025    | 1 de julho de 2025      | Chinaka Hodge    |

### Secret Invasion(2023)
Em Setembro de 2020, a Marvel Studios estava desenvolvendo uma série focada no Nick Fury, vivido por Samuel L. Jackson, com Kyle Bradstreet atuando como showrunner. Em Dezembro, a Marvel Studios revelou que a série irá adaptar o arco Invasão Secreta dos quadrinhos e confirmou a presença de Jackson, além de Ben Mendelsohn como Talos. As filmagens começaram em Setembro de 2021 em Londres, com Thomas Bezucha e Ali Selim dirigindo os episódios da série. A filmagem terminou no fim de Abril de 2022. Filmagens adicionais aconteceram em West Yorkshire e em Liverpool, Inglaterra. Secret Invasion foi lançada em 21 de junho de 2023, e teve seis episódios.
Cobie Smulders, Martin Freeman e Don Cheadle reprisarão seu papéis como Maria Hill, Everet K. Ross, e James "Rhodey" Rhodes, respectivamente. Uma seita de Skrulls se infiltrou em todos os aspectos da vida na Terra.

### Loki – 2ª Temporada(2023)
A primeira temporada de Loki estreou em Junho de 2021. O desenvolvimento da segunda temporada já havia iniciado, em Novembro de 2020, com a previsão de que Michael Waldron, showrunner da primeira temporada, esteja novamente envolvido "de alguma forma" a partir de Janeiro de 2021. A temporada foi oficialmente confirmada em Julho de 2021, com Tom Hiddleston retornando para viver Loki. Em Fevereiro de 2022, Eric Martin foi definido para escrever a série, com Waldron como produtor executivo. A filmagem teve início no meio de Junho de 2022, no Pinewood Studios, no Reino Unido, com Justin Benson e Aaron Moorhead dirigindo a maioria dos episódios. A segunda temporada de Loki estreou em 6 de outubro de 2023, e teve seis episódios.

### What If...? – 2ª Temporada(2023)
What If...? explora o que aconteceria se os principais momentos do Universo Cinematográfico Marvel (MCU) ocorressem de forma diferente. Após a formação dos Guardiões do Multiverso, o Vigia continua encontrando novos heróis e mundos estranhos no   multiverso do MCU.
A primeira temporada de What If...? estreou no dia 11 de Agosto de 2021 e teve duração de nove episódios, concluindo em 6 de Outubro de 2021. Em dezembro de 2019 foi iniciado o desenvolvimento de uma segunda temporada, que consistirá de mais nove episódios. A segunda temporada de What If...? está prevista para estrear em 22 de dezembro de 2023 e será lançado um novo episódio todos os dias durante nove dias consecutivos.

### Echo(2024)
Maya Lopez volta à sua cidade natal após os eventos na cidade de Nova York, onde ela deverá acertar contas com seu passado enquanto se reconecta com suas raízes nativo-americanas e acolhe sua família e comunidade.
Em Março de 2021, foi iniciado o desenvolvimento da série, como um spin-off de Hawkeye, estrelando Alaqua Cox no papel de Maya Lopez / Eco, with Etan Cohen e Emily Cohen definidos como roteiristas e produtores executivos. A 20th Television co-produz a série. As filmagens começaram no fim de Abril de 2022, e estão previstas para durar até Setembro, acontecendo na zona metropolitana de Atlanta, em Peachtree City, Social Circle e Grantville, Geórgia, com Sydney Freeland e Catriona McKenzie dirigindo os episódios da série. Echo lançou todos os episódios simultaneamente no Disney+ e Hulu em 9 de janeiro de 2024.
Echo se passa após os eventos de Hawkeye, com Zahn McClarnon reprisando seu papel de William Lopez, junto de Charlie Cox como Matt Murdock / Demolidor e Vincent D'Onofrio como Wilson Fisk / Rei do Crime, que reprisam seus papéis de produções anteriores.

### Agatha All Along(2024)
O desenvolvimento de um spin-off da série WandaVision estrelando Kathryn Hahn como Agatha Harkness se iniciou em Outubro de 2021, com Jac Schaeffer escalado para o roteiro e a produção executiva. Agatha: Coven of Chaos foi inicialmente anunciada em Novembro de 2021, sob o título de Agatha: House of Harkness, sendo renomeada em Julho de 2022, e mais tarde para Agatha: Darkhold Diaries em setembro de 2023, e novamente renomeada para Agatha All Along em maio de 2024. A 20th Television co-produz a série. A filmagem iniciou em Janeiro de 2023, em Atlanta, Georgia e durou até Maio. Agatha All Along foi lançada em 18 de setembro de 2024.

### What If...? – 3ª Temporada(2024)
Uma terceira temporada de What If...? foi confirmada em julho de 2022. O editor de história da série, Matthew Chauncey, foi revelado, em dezembro de 2023, para assumir o cargo de roteirista principal de AC Bradley, enquanto Bryan Andrews retorna como diretor. A temporada estreou em 22 de dezembro de 2024.

### Your Friendly Neighborhood Spider-Man – 1ª Temporada(2025)
A história da origem de Peter Parker e os primeiros dias usando o traje do Homem-Aranha são explorados enquanto Norman Osborn se torna seu mentor.
Em novembro de 2021, a série animada Spider-Man: Freshman Year foi anunciada, com Jeff Trammell atuando como roteirista principal e produtor executivo. A série apresenta um estilo que “celebra” e homenageia os primeiros quadrinhos do Homem-Aranha. Hudson Thames dubla Parker, depois de dublá-lo anteriormente em What If...?. A série foi renomeada para Your Friendly Neighbourhood Spider-Man em dezembro de 2023. A primeira temporada de Your Friendly Neighbourhood Spider-Man estreou em 29 de janeiro de 2025. Uma segunda temporada, originalmente anunciada como Spider-Man: Sophomore Year, está em desenvolvimento.

### Daredevil: Born Again– 1ª temporada(2025)
Em Março de 2022, foi revelado o desenvolvimento de um revival de Daredevil, com Kevin Feige como produtor, depois que a Disney recuperou os direitos da série, que pertenciam à Netflix, e começou a transmiti-la no Disney+. O desenvolvimento da série foi confirmado para o Disney+ em Maio, com Matt Corman e Chris Ord escalados como showrunners e produtores executivos. Em julho de 2022, Charlie Cox e Vincent D'Onofrio foram confirmados na série.  A série foi anunciada como Daredevil: Born Again e revelou ter 18 episódios em sua primeira temporada. As filmagens começaram em 6 de março de 2023, em Nova York e encerraram em 15 de novembro de 2023. A primeira temporada de Daredevil: Born Again foi lançada em 4 de março de 2025.

### Ironheart(2025)
Em Dezembro de 2020, a Marvel Studios anunciou que uma série focada em Riri Williams / Coração de Ferro estava em desenvolvimento, estrelando Dominique Thorne, reprisando o papel da personagem título, que fará sua estreia em Black Panther: Wakanda Forever. Chinaka Hodge foi contratada como showrunner em Abril de 2021. Ryan Coogler roteirista e diretor de Black Panther e Black Panther: Wakanda Forever irá co-produzit a série através de sua mpresa Proximity Media, assim como a 20th Television. As filmagens se iniciaram no início de Junho de 2022, no Trilith Studios em Atlanta, com Sam Bailey e Angela Barnes dirigindo os episódios da série. As filmagens também acontecerão em Chicago, e estão previstas para durar até o meio de Outubro de 2022. Ironheart foi lançada no Disney+ em 24 de junho de 2025 com seus três primeiros episódios, seguido por seus outros três episódios em 1º de julho.

## Elenco e personagens recorrentes
Indicador(es) da lista
Esta seção inclui personagens que aparecerão ou apareceram em vários filmes e/ou séries de televisão na Fase Cinco do Universo Cinematográfico da Marvel e apareceram no bloco de faturamento de pelo menos um filme ou foram membros do elenco principal em pelo menos uma série.
- Uma célula cinza escuro indica que o personagem não estava no filme ou série, ou que a presença do personagem ainda não foi confirmada.
- Um C indica uma convidado especial no filme ou série.
- Um V indica uma função apenas de voz.

| Personagem                      | Filmes            | Séries de Televisão | Animação     |
| ------------------------------- | ----------------- | ------------------- | ------------ |
| Carol Danvers Capitã Marvel     | Brie Larson       |                     |              |
| Drax o Destruidor               | Dave Bautista     |                     |              |
| Nick Fury                       | Samuel L. Jackson |                     |              |
| Gamora                          | Zoë Saldaña       |                     | Zoë SaldañaV |
| Groot                           | Vin DieselV       |                     |              |
| Maria Hill                      |                   | Cobie Smulders      |              |
| Kamala Khan Ms. Marvel          | Iman Vellani      |                     |              |
| Scott Lang Homem-Formiga        | Paul Rudd         |                     |              |
| Loki                            |                   | Tom Hiddleston      |              |
| Mantis                          | Pom Klementieff   |                     |              |
| Nebulosa                        | Karen Gillan      |                     |              |
| Kraglin Obfonteri               | Sean Gunn         |                     |              |
| Hank Pym                        | Michael Douglas   |                     |              |
| Peter Quill Senhor das Estrelas | Chris Pratt       |                     |              |
| Monica Rambeau                  | Teyonah Parris    |                     |              |
| Rocket Raccoon                  | Bradley CooperV   |                     |              |
| Hope van Dyne Vespa             | Evangeline Lilly  |                     |              |

## Recepção da Crítica
Cada filme e série de televisão está vinculado à seção "Recepção da Crítica" de seu artigo.

### Filmes
| Título                            | Crítica            | Crítica          | Público     |
| Título                            | Rotten Tomatoes    | Metacritic       | CinemaScore |
| --------------------------------- | ------------------ | ---------------- | ----------- |
| Ant-Man and the Wasp: Quantumania | 46% (410 críticas) | 48 (61 críticas) | B           |
| Guardians of the Galaxy Vol. 3    | 82% (401 críticas) | 64 (63 críticas) | A           |
| The Marvels                       | 62% (307 críticas) | 50 (56 críticas) | B           |
| Deadpool & Wolverine              | 80% (298 críticas) | 56 (56 críticas) | A           |
| Captain America: Brave New World  | 49% (261 críticas) | 42 (53 críticas) | B-          |
| Thunderbolts*                     | 88% (336 críticas) | 68 (52 críticas) | A-          |

### Séries
| Título                | Temporada | Rotten Tomatoes    | Metacritic       |
| --------------------- | --------- | ------------------ | ---------------- |
| Secret Invasion       | 1         | 53% (203 críticas) | 63 (24 críticas) |
| Loki                  | 2         | 82% (176 críticas) | 65 (23 críticas) |
| What If...?           | 2         | 87% (30 críticas)  | 79 (7 críticas)  |
| Echo                  | 1         | 70% (88 críticas)  | 63 (23 críticas) |
| Agatha All Along      | 1         | 84% (213 críticas) | 66 (32 críticas) |
| What If...?           | 3         | 79% (29 críticas)  | TBA (4 críticas) |
| Daredevil: Born Again | 1         | 87% (216 críticas) | 69 (30 críticas) |
| Ironheart             | 1         | 86% (75 críticas)  | 57 (23 críticas) |